# Djuptjärnen (Stora Kopparbergs socken, Dalarna)
Djuptjärnen är en sjö i Falu kommun i Dalarna och ingår i Dalälvens huvudavrinningsområde. Sjön är 13 meter djup, har en yta på 0,0854 kvadratkilometer och är belägen 222,2 meter över havet. Sjön avvattnas av vattendraget Norsbobäcken. Vid provfiske har abborre, gädda, mört och regnbåge fångats i sjön.

## Delavrinningsområde
Djuptjärnen ingår i det delavrinningsområde (672294-148344) som SMHI kallar för Utloppet av Stålmyran. Medelhöjden är 255 meter över havet och ytan är 7,07 kvadratkilometer. Det finns inga avrinningsområden uppströms utan avrinningsområdet är högsta punkten. Norsbobäcken som avvattnar avrinningsområdet har biflödesordning 3, vilket innebär att vattnet flödar genom totalt 3 vattendrag innan det når havet efter 219 kilometer. Avrinningsområdet består mestadels av skog (85 procent). Avrinningsområdet har 0,23 kvadratkilometer vattenytor vilket ger det en sjöprocent på 3,3 procent.